# Musotima pudica
Musotima pudica là một loài bướm đêm trong họ Crambidae.